# Howard Stern
Pour les articles homonymes, voir Stern.
 (juillet 2025).
La mise en forme du texte ne suit pas les recommandations de Wikipédia : il faut le « wikifier ».
Les points d'amélioration suivants sont les cas les plus fréquents. Le détail des points à revoir est peut-être précisé sur la page de discussion.
- Les titres sont pré-formatés par le logiciel. Ils ne sont ni en capitales, ni en gras.
- Le texte ne doit pas être écrit en capitales (les noms de famille non plus), ni en gras, ni en italique, ni en « petit »…
- Le gras n'est utilisé que pour surligner le titre de l'article dans l'introduction, une seule fois.
- L'italique est rarement utilisé : mots en langue étrangère, titres d'œuvres, noms de bateaux, etc.
- Les citations ne sont pas en italique mais en corps de texte normal. Elles sont entourées par des guillemets français : « et ».
- Les listes à puces sont à éviter, des paragraphes rédigés étant largement préférés. Les tableaux sont à réserver à la présentation de données structurées (résultats, etc.).
- Les appels de note de bas de page (petits chiffres en exposant, introduits par l'outil «  Source ») sont à placer entre la fin de phrase et le point final[comme ça].
- Les liens internes (vers d'autres articles de Wikipédia) sont à choisir avec parcimonie. Créez des liens vers des articles approfondissant le sujet. Les termes génériques sans rapport avec le sujet sont à éviter, ainsi que les répétitions de liens vers un même terme.
- Les liens externes sont à placer uniquement dans une section « Liens externes », à la fin de l'article. Ces liens sont à choisir avec parcimonie suivant les règles définies. Si un lien sert de source à l'article, son insertion dans le texte est à faire par les notes de bas de page.
- La présentation des références doit suivre les conventions bibliographiques. Il est recommandé d'utiliser les modèles {{Ouvrage}}, {{Chapitre}}, {{Article}}, {{Lien web}} et/ou {{Bibliographie}}. Le mode d'édition visuel peut mettre en forme automatiquement les références.
- Insérer une infobox (cadre d'informations à droite) n'est pas obligatoire pour parachever la mise en page.

Pour une aide détaillée, merci de consulter Aide:Wikification.
Si vous pensez que ces points ont été résolus, vous pouvez retirer ce bandeau et améliorer la mise en forme d'un autre article.
Howard Stern, né le 12 janvier 1954 à New York, est un animateur de radio américain, autoproclamé « roi de tous les médias » (en anglais : King of All Media). Il passe par plusieurs stations avant de lancer The Howard Stern Show en 1979. Depuis 2006, l'émission est diffusée sur Sirius XM Radio. Stern est connu pour les controverses qu'il initie, étant l'animateur qui fait infliger le plus de pénalités financières aux stations de radio qui diffusent ses émissions de l'histoire des États-Unis, pour un total de 2,5 millions de dollars d'amendes de la Commission fédérale des communications.

## Biographie

### Jeunesse
Howard Stern est issu d'une famille juive de New York. Il a eu une enfance choyée par ses parents, bien que pour provoquer il ait souvent déclaré que sa mère le poursuivait avec la même fureur qu'Adolf Hitler, pendant que son père, Ben, l'injuriait. Il accompagnait, enfant, son père à la radio où celui-ci travaillait, source d'un intérêt précoce pour ce média. Il travailla bénévolement au sein de la radio de son université (Boston University), d'où il fut diplômé en 1976.[réf. souhaitée]

#### L'Animateur

##### Son style: l'outrance et la provocation
Howard Stern est connu dans le monde médiatique comme un présentateur provocateur, enchainant les déclarations choquantes (de manière délibérée ou accidentelle). Cela lui vaut d'être le présentateur radio le plus sévèrement puni par la CFC : 14 amendes et une somme totale à payer de 2,5 millions de dollars entre 1990 et 2004.
Même si Stern fut condamné durant cette période, la Commission avait déjà reçu des plaintes d'auditeurs depuis 1981. Stern n'était pas condamnable à cette époque du fait des pouvoirs limités de la Commission d'alors. Durant la période de 1990 à 2004, la Commission va condamner Stern sur ses références à des activités et des organes sexuels, et sur la nature de ses propos, diffusés à une heure potentiellement audible par des enfants .
Ses propos condamnés sont nombreux : hypnose de femmes jusqu'à l'orgasme, fantasme sexuel sur Michelle Pfeiffer, propos pédophiles, allusions à la zoophilie, références à la masturbation et au saignement anal, discussions autour de la pornographie et d'actes de nature sexuelle.

##### Opinions sur la France
Stern reflète un profond sentiment anti-français. Dans son émission datée du 2 septembre 1997 sur la radio anglophone montréalaise CHOM, Stern déclara en anglais : « Je déteste le peuple français depuis quinze ans. Je n'aime pas les Français. Je pense que la France nous a trahis durant la Seconde Guerre mondiale. Je pense que ce sont des lâches ».

##### Politique
Lors de la campagne pour l'élection présidentielle américaine de 2016, il soutient la candidate démocrate Hillary Clinton.
Il a été candidat du Parti libertarien à l'élection pour le poste de gouverneur de New York en 1994.[Quand ?].

#### America's Got Talent
De 2012 à 2015, il a fait partie du jury d'America's Got Talent.

## Carrière Médiatique

### Radio
- 1976 : animateur sur WRNW, radio alternative de rock émettant de Briarcliff Manor (dans l'État de New York)
- : animateur d'une émission matinale sur la radio WCCC émettant à Hartford
- 1981 : animateur WWWW émettant à Détroit et Washington D.C
- 1982 : WNBC-AM émettant à New York
- 1984 : WXRK-FM émettant à New York
- 1986 : carrière nationale grâce au réseau Infinity (filiale de Viacom)
- depuis 2006 : devient animateur du Howard Stern Show sur SiriusXM (radio diffusée par satellite)

### Télévision
- 1990 - 1992 : The Howard Stern Show (WWOR show): 69 épisodes
- 1992 - 1993 : The Howard Stern Interview (E! cable show) 36 épisodes
- 1994 - 2005 : Howard Stern (E! cable show): 2283 épisodes
- 1998 - 2001 : The Howard Stern Radio Show (syndication)
- 2012 - 2015 : America's Got Talent en tant que membre du jury

### Film
- Parties intimes (film basé sur son autobiographie romancée) : Réalisateur

### Série télévisée
- Son of the Beach